# Tunnel van Mont-de-Billy
De Tunnel van Mont-de-Billy is een scheepvaarttunnel in het Canal de l'Aisne à la Marne en gaat door de Mont de Billy nabij Billy-le-Grand in de Franse regio Grand Est (departement Marne).
De tunnel is gelegen tussen sluis 16 te 'Wez' (Val-de-Vesle) en sluis 17 te Vaudemange. De tunnel is 2300 meter lang.